# Tag der Jugend (Nordkorea)

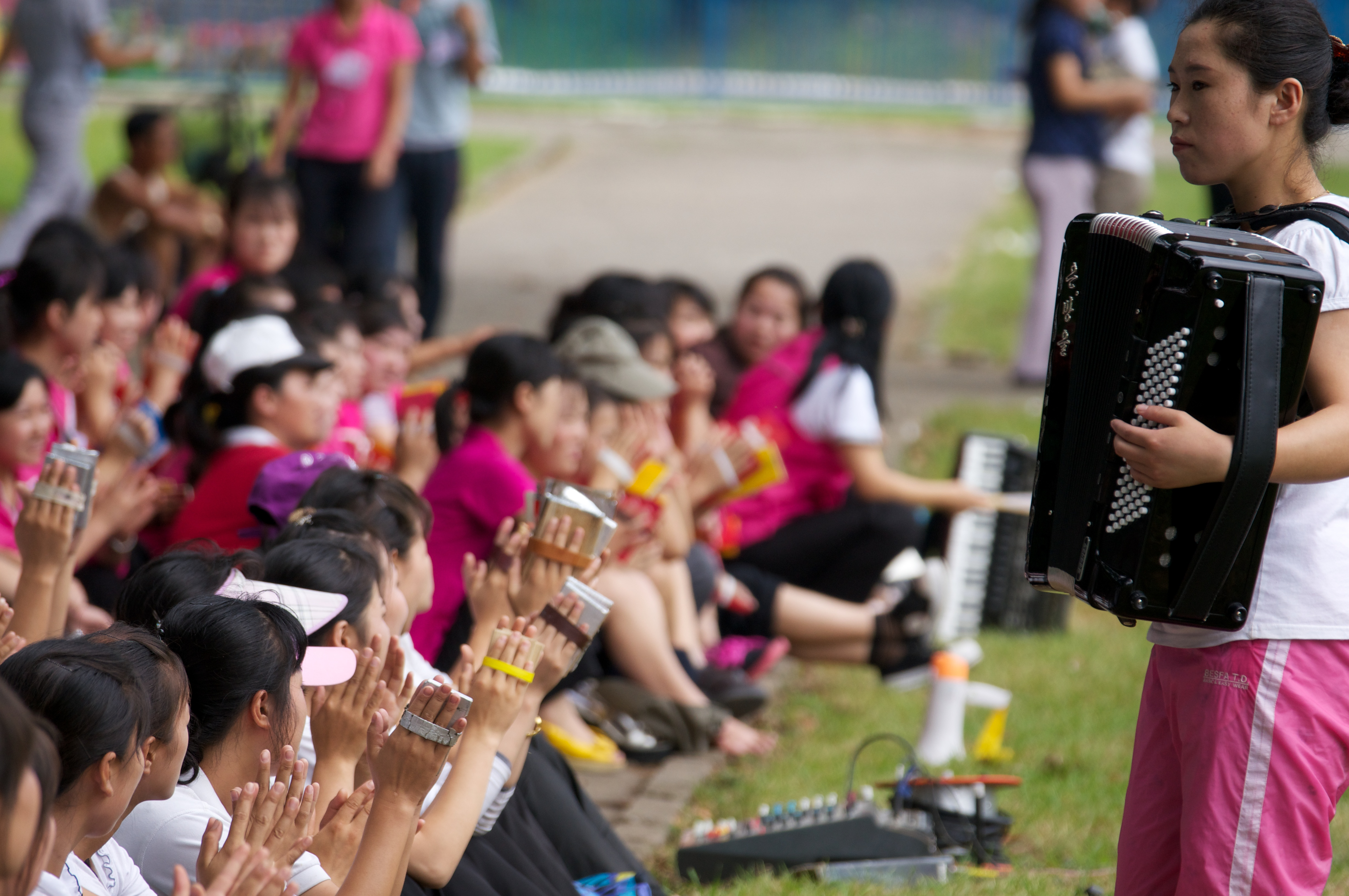
Nordkoreanische Kinder musizieren am Tag der Jugend

Der Tag der Jugend ist ein nordkoreanischer Feier- und Gedenktag. Er wird jährlich am 28. August als Jahrestag der Gründung des Kimilsungistisch-Kimjongilistischen Jugendverbands im Jahr 1927 zelebriert.

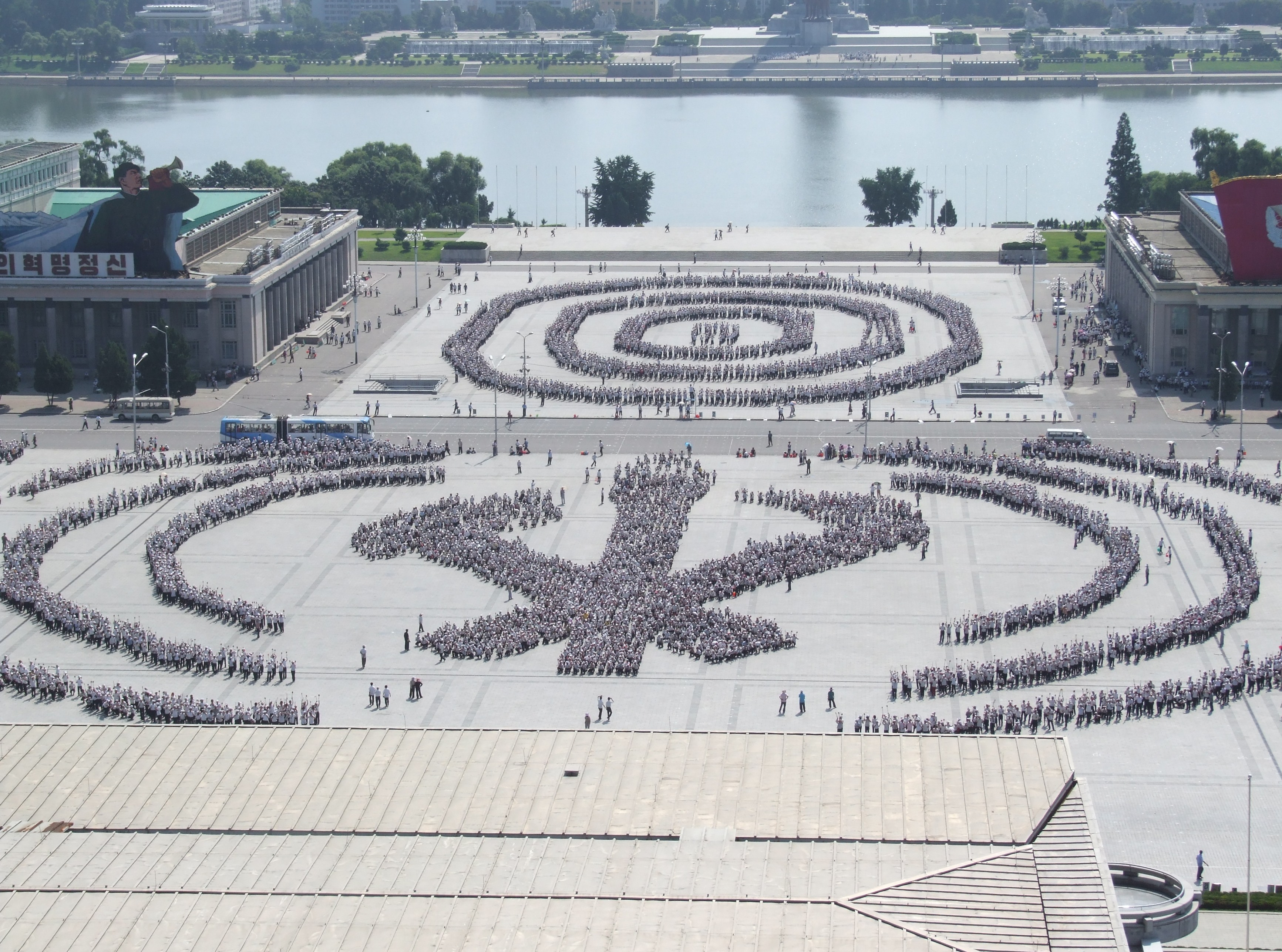
Kinder proben den Fackelmarsch für den Tag der Jugend

Zu den offiziellen Feierlichkeiten in Pjöngjang finden unter anderem Fackelmärsche mit mehreren tausend Teilnehmern auf dem Kim-Il-sung-Platz statt.